# Пођо Сано (Фиренца)
Пођо Сано је насеље у Италији у округу Фиренца, региону Тоскана.
Према процени из 2011. у насељу је живело 18 становника. Насеље се налази на надморској висини од 415 м.